# Eduardo Stafford, 3.º Duque de Buckingham
Eduardo Stafford, 3.º duque de Buckingham (Brecon, 3 de fevereiro de 1478 - 17 de maio de 1521) foi um fidalgo inglês. Ele era o filho do 2.º Duque de Buckingham, Henrique Sttaford, e de Catarina Woodville, filha do 1.º Conde Rivers, Ricardo Woodville, e cunhada de Eduardo IV da Inglaterra.
Foi executado por traição ao rei Henrique VIII de Inglaterra, em 1521 por conta de sua oposição ao Cardeal Thomas Wolsey, conselheiro principal do rei. Contudo, o título foi extinto após a sua morte, sendo recriado posteriormente em 1623 pelo rei Jaime I.